# Carl-Magnus Gagge
Carl-Magnus Pharo Gagge, född 25 juli 1951 i Sundsvall, är en svensk museiman.
Gagge studerade vid Uppsala universitet, där han blev filosofie kandidat med konstvetenskap som huvudämne. Han deltog i ett större forskningsprojekt i industrihistoria vid Uppsala universitet, i vilket han studerade industrisamhället Vannsätter i Söderhamns kommun och utvecklade därigenom ett intresse för industrihistoria. Han var under 1980- och 1990-talet verksam vid Länsmuseet Gävleborg, där han bl.a. ägnade sig år inventering och bevarande av kulturhistoriskt viktiga industrimiljöer i Gävleborgs län. Han var även tillförordnad landsantikvarie i Gävleborgs län 1996-1997 och var slutligen landsantikvarie i Västmanlands län och chef för Västmanlands läns museum 2000–2018.